# Condado de Allegheny
O Condado de Allegheny (em inglês:  Allegheny County) é um dos 67 condados do estado americano da Pensilvânia. A sede e maior cidade do condado é Pittsburgh. Foi oficialmente fundado em 24 de setembro de 1788. Em 1800, as fronteiras atuais do condado foram definidas.
O condado possui uma área de 1 928 km², dos quais 1 891 km² estão cobertos por terra e 37 km² por água, uma população de 1 223 348 habitantes e uma densidade populacional de 646,9 hab/km² (segundo o censo nacional de 2010). É o segundo condado mais populoso da Pensilvânia, atrás do Condado de Filadélfia, e o 31º mais populoso dos Estados Unidos.